# ホノリウス
フラウィウス・アウグストゥス・ホノリウス（Flavius Augustus Honorius, 384年9月9日 - 423年8月15日）は、西ローマ帝国テオドシウス王朝の皇帝（在位：393年 - 423年）。テオドシウス1世の次男。西ローマ帝国の実質的な滅亡の一因を作った暗君として知られている。

## 生涯

### 西ローマ帝国の皇帝へ

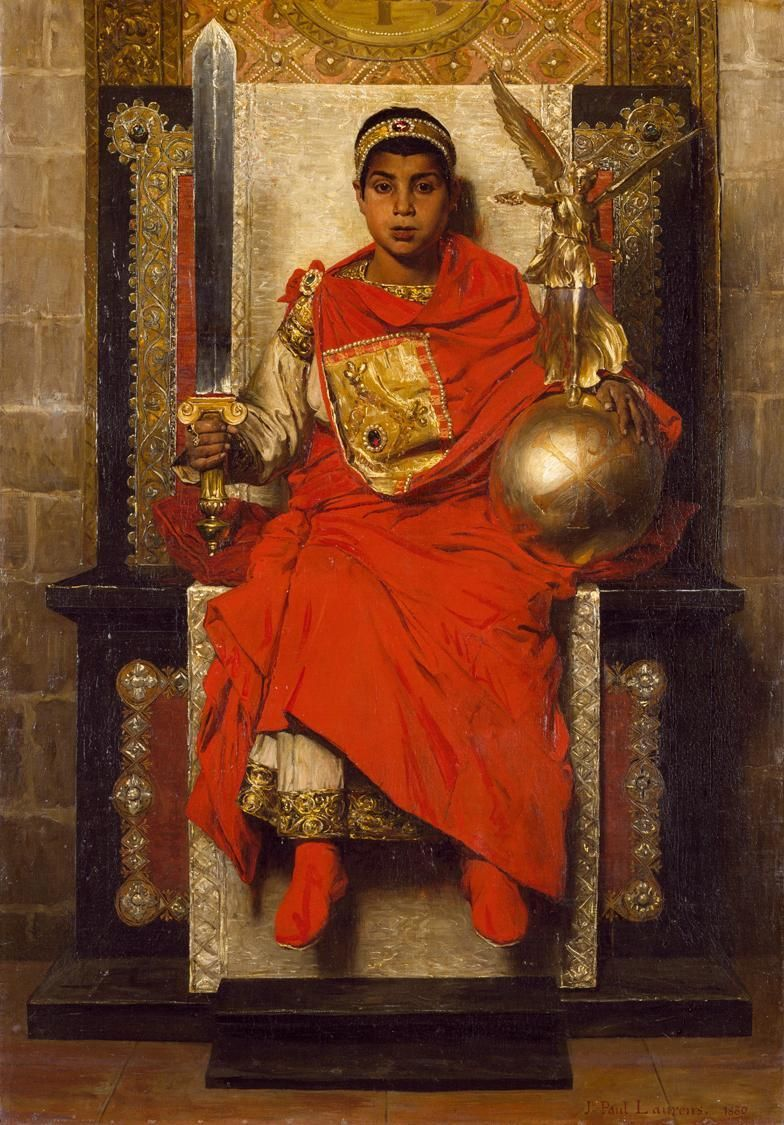
即位

ホノリウスは東方正帝テオドシウス1世の次男として、彼の最初の妻アエリア・フラキアとの間に生まれた。彼は2歳で東ローマ帝国のコンスルに任命された。
392年に西方正帝ウァレンティニアヌス2世が死亡すると、西ローマ帝国では元老院議員のエウゲニウスが次の皇帝として推戴された。これに対してテオドシウスは393年に9歳の息子ホノリウスを「アウグストゥス」（すなわち西方正帝）であると宣言して西ローマ帝国へ侵攻、394年にフリギドゥスの戦いでエウゲニウスらを破って西ローマ帝国の首都メディオラヌム（現在のミラノ）を占領した。

### 治世

#### 反乱と僭称皇帝
西ローマ帝国を征服して4か月後の395年1月17日、父テオドシウス1世が死去した。遺言で兄アルカディウスが帝国領の東半分（東ローマ帝国）を、ホノリウスが帝国領の西半分（西ローマ帝国）を、それぞれ分担して統治することとなった。ホノリウスの宮廷はメディオラヌムに置かれたが、まだ彼は10歳であったので、実際的な政務はヴァンダル族出身の将軍でテオドシウス家の外戚にあたるスティリコが行なうことになった。
ホノリウスの治世は社会的に不安定な時代だった。ホノリウスは西ローマ帝国の人々によって戴かれた皇帝ではなく、西ローマ帝国を征服したテオドシウスによって立てられた傀儡だったので、テオドシウスが死ぬと西ローマ帝国の人々は次々とホノリウスに牙をむいた。まずアフリカでギルドーの反乱 (en) が起こった。ブリタンニア、ガリア、ヒスパニア、アフリカといった属州は、地方のローマ軍団やローマ人貴族がホノリウスとは異なる「ローマ皇帝」を戴き、メディオラヌムの宮廷からは独立した。409年にはローマの元老院もホノリウスから皇帝の資格を剥奪した。ホノリウスは対立皇帝の1人であった皇帝コンスタンティヌス3世を共同皇帝とし、410年にはブリタンニアの支配権を放棄した（End of Roman rule in Britain）。
こうした混乱の中、当初メディオラヌムに置かれていた宮廷は、402年にイタリアに西ゴート族が侵入した際にラヴェンナへ移され、以後そこにホノリウスは篭りきりとなった。蛮族がイタリアを蹂躙する一方で、皇帝のいるラヴェンナは軍により徹底的に防衛されていた。

#### スティリコの専横と処刑
ホノリウスは若く、また暗愚でもあったため、政務はヴァンダル族出身の将軍スティリコが行なった。スティリコは各地で反乱の鎮圧やら西ゴート族やヴァンダル族との争いに奔走し、西ローマ帝国を大いに支えた。スティリコは自身の二人の娘をともにホノリウスと結婚させ、皇帝の義理の父ともなった。408年、東方正帝アルカディウスが死亡すると、ホノリウスは新たな東方正帝を任命せずに単独で帝国を支配しようとした。スティリコはホノリウスを戒めて東方副帝であったテオドシウス2世を正帝へと昇格させたが、ホノリウスはスティリコに不満を抱くようになった。スティリコがテオドシウス2世への使者として西ローマ帝国を不在にしている間に、宮廷ではオリュンピウスという大臣がホノリウスの信頼を得た。オリュンピウスはホノリウスに、スティリコを排除して実権を取り戻すことを提案し、ホノリウスやホノリウスの異母妹ガッラ・プラキディアも反論はしなかった。東方より帰国したスティリコはラヴェンナで捕らえられた。スティリコは義理の息子でもあるホノリウスを信じて抵抗しなかったが、408年8月22日に将軍ヘラクリアヌスによって処刑された。彼の息子エウケリウスは逃亡しようと試みたが、同年中には捕虜となり処刑された。
スティリコの処刑後、オリュンピウスは書記官長の地位を得て一時的に宮廷で権力をふるったが、スティリコを尊敬する将軍コンスタンティウス3世によって412年ごろに処刑された。将軍ヘラクリアヌスも、コンスタンティウス3世からの報復を恐れて412年に反乱を起こしたが、413年には敗れて処刑されている。

#### アラリック1世とローマ略奪
「イタリアの守護者」と称されたスティリコの処刑によってイタリアの人々、特にフォエデラティとしてローマ市に居住を認められていた蛮族出身者たちに動揺が広がった。市民の反乱を恐れたホノリウスとオリュンピウスは、人質として差し出されていた蛮族の妻子を見せしめとして殺してみせることで対策とした。409年にはテオドシウス1世の姪で養女でもあったスティリコの妻セレナも処刑されている。しかし、このような方法で人々の不満を収めることができるはずもなく、およそ3万人の蛮族出身者が西ゴート族のアラリック1世のもとへ逃亡し、卑劣な皇帝に対する報復の指揮を執るようアラリックに懇願した。アラリックは長年スティリコと争った仲であったが、東の宮廷によって未払いとなっている給金を西の宮廷が肩代わりするという条件で408年にスティリコと講和していた。しかし、スティリコが処刑されて以降、給金の支払いがホノリウスによって停止されていた。
アラリックは彼を慕って逃れてきた人々を連れてローマを包囲（第1回ローマ包囲）し、フォエデラティとして帝国内に住む人々の身の安全を保障するよう求めた。ローマとの交渉では元老院によって多額の賠償金が支払われ、奴隷とされていた人質4万人が解放された。引き続きアラリックはラヴェンナにあるホノリウスの宮廷とも交渉を行ったが、ホノリウスからの返答はアラリックに対する侮辱と挑発の手紙だった。アラリックは元老院を介して宮廷との交渉を有利に進めようと考え、再びローマを包囲（第2回ローマ包囲）した。アラリックはイタリアの諸市に絶えず講和の申し込みを再三提出し、皇帝が講和に応じることが人々にとっていかに有益であるかを力説した。409年、元老院はホノリウスの皇帝資格を停止し、帝国の首都長官プリスクス・アッタルスをローマ皇帝として選出した。旧都メディオラヌムを含むイタリアの諸市がホノリウスの廃位とプリスクス・アッタルスへの支持を表明した。ホノリウスはプリスクス・アッタルスを共同皇帝として認める条件での講和を申し入れたが、プリスクス・アッタルスは講和には応じなかった。しかし、ローマの人々がプリスクス・アッタルスを担いでギリシア出身のホノリウスへの敵意を剥きだしにするようになると、あくまでホノリウスの宮廷とも講和を望んでいたアラリックによってプリスクス・アッタルスは廃位された。アラリックはホノリウスに帝位を返却することを約束し、ホノリウスとの会談の場が設けられた。アラリックは約束通り会談に赴いたが、ホノリウスは会談の地に一軍を差し向け、アラリックを急襲した。アラリックはホノリウスの卑劣な裏切りに失望し、ホノリウスとの交渉を断念し、三たびローマを包囲（第3回ローマ包囲）した。元老院は特使を派遣して講和のために賠償金を支払うよう皇帝に要請したが、これをラヴェンナの宮廷は拒絶した。ついにはアラリックも平和的解決を断念し、410年8月24日、サラリア門からローマ市内に雪崩れ込み、3日間に渡ってローマで略奪を働いた。
この時のホノリウスの反応には以下の説話がある。

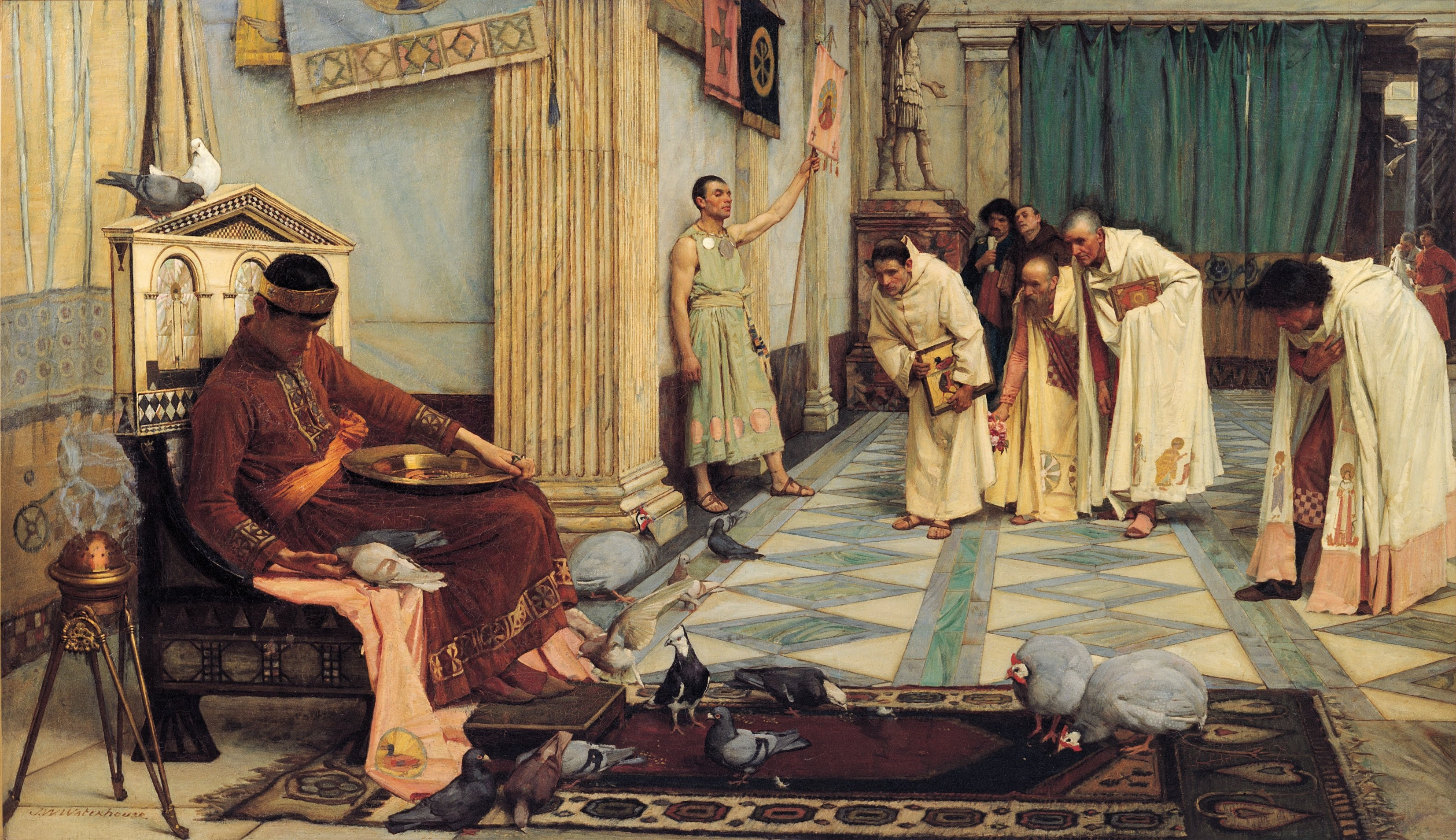
「ホノリウス帝のお気に入り」（ジョン・ウィリアム・ウォーターハウスの歴史画。南オーストラリア美術館蔵）。

この説話をエドワード・ギボンは信じられる話ではないとしているが、プロコピオスはこのような話があるほどこの皇帝は愚かだったと記している。

#### 死去
423年、39歳の誕生日を前に子供を残さずに死去した。ホノリウスの死後、元老院によってヨハンネスが西ローマ皇帝に推戴された。

## 妻と子孫
スティリコの2人の娘（マリアとテルマンティアの姉妹）を相次いで娶ったが、どちらの間にも子供を儲けることはなかった（マリアとは死別、テルマンティアとは離別した）。故にホノリウスの直系子孫は後世に伝わっていない。

## ホノリウス以後の西ローマ皇帝
最後の偉大な西ローマ皇帝とも呼ばれるウァレンティニアヌス1世の死後、ほとんどの西ローマ皇帝は実権を失っており、帝国を支えていたのはバウト、アルボガスト、スティリコ、アエティウス、リキメルといった蛮族出身の将軍たちだった。ホノリウスの代には西ローマ皇帝の宮廷は実質的にイタリア半島を支配するのが精一杯の状態であり、以後は蛮族に対して常に劣勢となった。ホノリウスの甥ウァレンティニアヌス3世の代には、439年にアフリカ州がヴァンダル族によって征服された。シチリア島や地中海西岸は、ヴァンダル王ガイセリックの艦船によって掠奪されている。以上の惨状の裏側で、451年に蛮族出身の将軍フラウィウス・アエティウスがフン族の王アッティラに対して大勝利を収め、同じくアエティウスによるガリア南部における西ゴート族に対する武勲（426年、429年、436年）やライン川やドナウ川への侵入者に対する軍功（428年 - 431年）を挙げたが、454年にアエティウスはウァレンティニアヌス3世により殺害され、ウァレンティニアヌス3世もアエティウスの元部下に殺害された。以降の皇帝達の中では、マヨリアヌスやアンテミウスが蛮族に対して攻勢に出たが、最終的には頓挫している。もはや西ローマ帝国にとって西ローマ皇帝は無用の存在となっており、476年のロムルス・アウグストゥスの退位、480年のユリウス・ネポス殺害を経て、西ローマ皇帝は廃止されることになった。